# Birgit Eder
Birgit Eder (1969) è un'ex sciatrice alpina austriaca.

## Biografia
Specialista delle prove tecniche sorella di Elfi e Sylvia, a loro volta sciatrici alpine, la Eder debuttò in campo internazionale in occasione dei Mondiali juniores di Bad Kleinkirchheim 1986, dove vinse la medaglia d'argento nello slalom gigante e quella di bronzo nello slalom speciale, ma terminò prematuramente la carriera a causa di diversi infortuni; non prese parte a rassegne olimpiche né ottenne piazzamenti in Coppa del Mondo o ai Campionati mondiali.

## Palmarès

### Mondiali juniores
- 2 medaglie:
  - 1 argento (slalom gigante a Bad Kleinkirchheim 1986)
  - 1 bronzo (slalom speciale a Bad Kleinkirchheim 1986)

### Campionati austriaci
- 1 medaglia[1]:
  - 1 bronzo (slalom gigante nel 1986)